# K 2.0
K 2.0 — пятый студийный альбом британской инди-рок и рага-рок-группы Kula Shaker, изданный 12 февраля 2016 года на лейбле StrangeF.O.L.K. Диск дебютировал на позиции № 32 в UK Albums Chart (Великобритания) и получил положительные отзывы.

## Об альбоме
Альбом вышел 12 февраля 2016 года на CD, виниле и в цифровом формате. Он стал первым студийным диском группы Kula Shaker после выхода в 2010 году предшественника Pilgrims Progress. Новый альбом получил положительные и смешанные оценки музыкальных критиков и интернет-изданий: Allmusic, Uncut, Drowned In Sound, musicOMH, theARTSdesk.

## Список композиций
1. «Infinite Sun»
2. «Holy Flame»
3. «Death of Democracy»
4. «Love B (with U)»
5. «Here Come My Demons»
6. «33 Crows»
7. «Oh Mary»
8. «High Noon»
9. «Hari Bol (The Sweetest Sweet)»
10. «Get Right Get Ready»
11. «Mountain Lifter»

## Участники записи
- Crispian Mills — основной вокал, гитара.
- Alonza Bevan — бас-гитара, акустическая гитара, вокал.
- Paul Winterhart — ударные.
- Harry B. Broadbent — клавишные, вокал.

## Чарты
| Чарт (2016)                      | Высшая позиция |
| -------------------------------- | -------------- |
| Бельгия/Фландрия (Ultratop)      | 111            |
| Нидерланды (Album Top 100)       | 68             |
| Германия (Offizielle Top 100)    | 84             |
| Италия (Classifica album)        | 59             |
| Великобритания (UK Albums Chart) | 32             |